# Laura Igaune
Laura Igaune (10 de febrero de 1988) es una deportista de Letonia que compite en atletismo. Ganó una medalla de oro en el Campeonato Europeo de Atletismo por Equipos de 2019, en la prueba de lanzamiento de martillo.